# MB86900
MB86900は、サン・マイクロシステムズが開発したSPARC V7命令セットアーキテクチャを実装したマイクロプロセッサであり、富士通によって製造された。このチップセットは1986年に導入されたSPARCの最初の実装であり、1987年から最初のSPARCベースのワークステーションであるサン・マイクロシステムズのSun-4で使用された。 このチップセットは16.67 MHzで動作し、MB86900マイクロプロセッサとMB86910浮動小数点ユニットの2つのチップで構成された。このチップセットは、富士通が製造した2つの20,000-gate/1.2µmCMOSゲートアレイで実装された。